# Dendrohypopterygium filiculiforme
Dendrohypopterygium filiculiforme är en bladmossart som beskrevs av Kruijer 2002. Dendrohypopterygium filiculiforme ingår i släktet Dendrohypopterygium, klassen egentliga bladmossor, divisionen bladmossor och riket växter. Inga underarter finns listade i Catalogue of Life.